# Campeonato Mundial de Sóftbol Masculino de 2015
El Campeonato Mundial de Sóftbol Masculino de 2015 fue una competición de sóftbol internacional número 14° que se disputó en la ciudad de Saskatoon, Canadá, del 26 de junio al 5 de julio de 2015.

## Emparejamiento
La distribución de las selecciones fue presentada oficialmente el 15 de junio.
| Grupo A         | 2014 Ranking | 2015 Ranking |                      | Grupo B | 2014 Ranking | 2015 Ranking |
| --------------- | ------------ | ------------ | -------------------- | ------- | ------------ | ------------ |
| Nueva Zelanda   | 1°           | 1°           | Australia            | 3°      | 3°           |              |
| Canadá (L)      | 2°           | 2°           | Venezuela            | 4°      | 4°           |              |
| Argentina       | 6°           | 6°           | Japón                | 5°      | 5°           |              |
| República Checa | 7°           | 7°           | Estados Unidos       | 7°      | 7°           |              |
| Reino Unido     | 11°          | 11°          | República Dominicana | 9°      | 9°           |              |
| Guatemala       | 12°          | 12°          | México               | 10°     | 10°          |              |
| Filipinas       | 15°          | 15°          | Dinamarca            | 13°     | 13°          |              |
| Indonesia       | 19°          | 19°          | Países Bajos         | 17°     | 17°          |              |

- Nota: L=local.

## Ronda de apertura
Posiciones.

### Grupo A
| Equipo          | G | P | Av    | Dif | CA | CP |
| --------------- | - | - | ----- | --- | -- | -- |
| Canadá          | 7 | 0 | 1.000 | -   | 55 | 9  |
| Nueva Zelanda   | 5 | 2 | 0.667 | 2   | 48 | 10 |
| República Checa | 5 | 2 | 0.667 | 2   | 34 | 26 |
| Argentina       | 5 | 2 | 0.667 | 2   | 33 | 13 |
| Reino Unido     | 3 | 4 | 0.429 | 4   | 27 | 26 |
| Guatemala       | 2 | 5 | 0.286 | 5   | 17 | 32 |
| Filipinas       | 1 | 6 | 0.143 | 6   | 16 | 54 |
| Indonesia       | 0 | 7 | 0.000 | 7   | 0  | 49 |

| Fecha       | Juego | Hora  | Estadio          | Visitante       | Resultado | Local           |
| ----------- | ----- | ----- | ---------------- | --------------- | --------- | --------------- |
| 26 de junio | 3     | 12:00 | Gordie Howe Park | República Checa | 12 - 5    | Filipinas       |
| 26 de junio | 5     | 03:00 |                  | Reino Unido     | 7 - 0     | Indonesia       |
| 26 de junio | 7     | 06:30 | Bob Van Impe     | Canadá          | 6 - 0     | Guatemala       |
| 26 de junio | 8     | 09:00 | Bob Van Impe     | Argentina       | 3 - 2     | Nueva Zelanda   |
| 27 de junio | 9     | 09:30 |                  | Indonesia       | 0 - 7     | Filipinas       |
| 27 de junio | 13    | 03:00 | Bob Van Impe     | Argentina       | 7 - 0     | Guatemala       |
| 27 de junio | 15    | 06:00 | Bob Van Impe     | República Checa | 2 - 10    | Canadá          |
| 27 de junio | 16    | 08:30 | Bob Van Impe     | Nueva Zelanda   | 9 - 1     | Reino Unido     |
| 28 de junio | 18    | 10:30 | Bob Van Impe     | Guatemala       | 4 - 0     | Filipinas       |
| 28 de junio | 20    | 01:00 | Bob Van Impe     | Reino Unido     | 4 - 2     | República Checa |
| 28 de junio | 21    | 03:00 | Gordie Howe Park | Nueva Zelanda   | 1 - 2     | Canadá          |
| 28 de junio | 22    | 09:00 |                  | Indonesia       | 0 - 7     | Argentina       |
| 29 de junio | 25    | 10:00 | Bob Van Impe     | República Checa | 4 - 2     | Argentina       |
| 29 de junio | 27    | 12:30 | Bob Van Impe     | Reino Unido     | 4 - 0     | Guatemala       |
| 29 de junio | 26    | 06:00 | Bob Van Impe     | Filipinas       | 2 - 9     | Nueva Zelanda   |
| 29 de junio | 31    | 06:00 |                  | Indonesia       | 0 - 7     | Canadá          |
| 30 de junio | 35    | 12:30 | Bob Van Impe     | Reino Unido     | 10 - 2    | Filipinas       |
| 30 de junio | 36    | 01:00 | Gordie Howe Park | República Checa | 6 - 5     | Guatemala       |
| 30 de junio | 38    | 03:00 |                  | Indonesia       | 0 - 7     | Nueva Zelanda   |
| 30 de junio | 39    | 06:00 | Bob Van Impe     | Canadá          | 7 - 5     | Argentina       |
| 1 de agosto | 41    | 10:00 | Bob Van Impe     | Nueva Zelanda   | 9 - 1     | Guatemala       |
| 1 de agosto | 42    | 10:30 |                  | Indonesia       | 0 - 7     | República Checa |
| 1 de agosto | 45    | 03:00 | Bob Van Impe     | Reino Unido     | 1 - 11    | Canadá          |
| 1 de agosto | 46    | 03:30 | Gordie Howe Park | Argentina       | 7 - 0     | Filipinas       |
| 2 de agosto | 49    | 10:00 | Bob Van Impe     | Argentina       | 2 - 0     | Reino Unido     |
| 2 de agosto | 51    | 12:30 | Bob Van Impe     | República Checa | 1 - 11    | Nueva Zelanda   |
| 2 de agosto | 53    | 03:00 |                  | Indonesia       | 0 - 7     | Guatemala       |
| 2 de agosto | 55    | 06:00 | Bob Van Impe     | Filipinas       | 0 - 12    | Canadá          |

### Grupo B
| Equipo               | G | P | Av    | Dif | CA | CP |
| -------------------- | - | - | ----- | --- | -- | -- |
| República Dominicana | 6 | 1 | 0.857 | -   | 37 | 17 |
| Australia            | 5 | 2 | 0.714 | 1   | 36 | 18 |
| Venezuela            | 5 | 2 | 0.714 | 1   | 29 | 17 |
| Japón                | 4 | 3 | 0.571 | 2   | 31 | 19 |
| Estados Unidos       | 4 | 3 | 0.571 | 2   | 32 | 23 |
| México               | 3 | 4 | 0.429 | 3   | 36 | 33 |
| Dinamarca            | 1 | 6 | 0.142 | 3   | 15 | 41 |
| Países Bajos         | 0 | 7 | 0.000 | 6   | 6  | 54 |

| Fecha       | Juego | Hora  | Estadio          | Visitante            | Resultado | Local                |
| ----------- | ----- | ----- | ---------------- | -------------------- | --------- | -------------------- |
| 26 de junio | 1     | 09:30 | Gordie Howe Park | Dinamarca            | 1 - 8     | República Dominicana |
| 26 de junio | 2     | 10:00 | Bob Van Impe     | Venezuela            | 11 - 1    | Países Bajos         |
| 26 de junio | 4     | 12:03 | Bob Van Impe     | Australia            | 1 - 0     | Japón                |
| 26 de junio | 6     | 03:00 | Bob Van Impe     | Estados Unidos       | 7 - 0     | México               |
| 27 de junio | 10    | 10:00 | Bob Van Impe     | Estados Unidos       | 6 - 4     | República Dominicana |
| 27 de junio | 11    | 12:30 | Bob Van Impe     | Japón                | 5 - 2     | Dinamarca            |
| 27 de junio | 12    | 01:00 | Gordie Howe      | Australia            | 8 - 0     | Países Bajos         |
| 27 de junio | 14    | 03:30 | Gordie Howe      | México               | 1 - 6     | Venezuela            |
| 28 de junio | 17    | 10:00 | Bob Van Impe     | Dinamarca            | 2 - 0     | Países Bajos         |
| 28 de junio | 19    | 12:30 | Gordie Howe Park | República Dominicana | 4 - 3     | México               |
| 28 de junio | 23    | 06:00 | Bob Van Impe     | Estados Unidos       | 4 - 5     | Japón                |
| 28 de junio | 24    | 08:30 | Bob Van Impe     | Venezuela            | 1 - 5     | Australia            |
| 29 de junio | 28    | 01:00 | Gordie Howe      | Países Bajos         | 1 - 4     | Estados Unidos       |
| 29 de junio | 29    | 3:00  | Bob Van Impe     | República Dominicana | 5 - 3     | Australia            |
| 29 de junio | 30    | 03:30 | Gordie Howe      | Dinamarca            | 2 - 6     | México               |
| 29 de junio | 32    | 08:30 | Bob Van Impe     | Japón                | 0 - 3     | Venezuela            |
| 30 de junio | 33    | 10:00 | Bob Van Impe     | Países Bajos         | 0 - 12    | México               |
| 30 de junio | 34    | 10:30 | Gordie Howe Park | Australia            | 8 - 2     | Dinamarca            |
| 30 de junio | 37    | 03:00 | Bob Van Impe     | Japón                | 1 - 4     | República Dominicana |
| 30 de junio | 40    | 08:30 | Bob Van Impe     | Venezuela            | 3 - 2     | Estados Unidos       |
| 1 de agosto | 43    | 12:30 | Gordie Howe      | Venezuela            | 5 - 4     | Dinamarca            |
| 1 de agosto | 44    | 1:00  | Bob Van Impe     | República Dominicana | 8 - 3     | Países Bajos         |
| 1 de agosto | 47    | 06:00 | Gordie Howe      | Estados Unidos       | 0 - 8     | Australia            |
| 1 de agosto | 48    | 08:30 | Bob Van Impe     | Japón                | 11 - 4    | México               |
| 2 de agosto | 50    | 10:30 | Gordie Howe Park | Venezuela            | 0 - 4     | República Dominicana |
| 2 de agosto | 52    | 12:00 | Gordie Howe Park | Países Bajos         | 1 - 9     | Japón                |
| 2 de agosto | 54    | 03:00 | Bob Van Impe     | Dinamarca            | 2 - 9     | Estados Unidos       |
| 2 de agosto | 56    | 08:30 | Bob Van Impe     | Australia            | 3 - 10    | México               |

## Ronda de consolación
Para la ronda de campeonato clasifican los cuatro mejores de cada grupo, que se enfrentan usando el Sistema de eliminación Page: 
- Primera jornada
  - Eliminatoria 1: B8 vs A5 (PR1). El ganador clasifica a la semifinal 1.
  - Eliminatoria 2: A8 vs B5 (PR2). El ganador clasifica a la semifinal 2.
  - Eliminatoria 3: B7 vs A6 (PR3). El ganador clasifica a la semifinal 2.
  - Eliminatoria 4: A7 vs B6 (PR4). El ganador clasifica a la semifinal 1.
- Segunda jornada
  - Semifinal 1: Ganador PR1 vs Ganador PR4 (PR5). El ganador clasifica a la final.
  - Semifinal 2: Ganador PR2 vs Ganador PR3 (PR6). El ganador clasifica a la final.
  - Final: Ganador PR5 vs Ganador PR6. El ganador obtiene el noveno lugar.

| Fecha      | Juego | Hora  | Estadio          | Visitante    | Resultado | Local          | Hecho                                |
| ---------- | ----- | ----- | ---------------- | ------------ | --------- | -------------- | ------------------------------------ |
| 3 de julio | PR1   | 10ː30 | Bob Van Impe     | Países Bajos | 2 - 3     | Reino Unido    | Países Bajos e Indonesia eliminados. |
| 3 de julio | PR2   | 10ː30 |                  | Indonesia    | 0 - 7     | Estados Unidos | Países Bajos e Indonesia eliminados. |
| 3 de julio | PR3   | 01ː30 | Gordie Howe Park | Dinamarca    | 1 - 3     | Guatemala      |                                      |
| 3 de julio | PR4   | 04ː00 | Gordie Howe Park | Filipinas    | 0 - 7     | México         |                                      |
| 4 de julio | PR5   | 10ː00 | Bob Van Impe     | México       | 7 - 5     | Reino Unido    | Gran Brataña y Guatemala eliminados. |
| 4 de julio | PR6   | 10ː00 | Gordie Howe Park | Guatemala    | 0 - 4     | Estados Unidos | Gran Brataña y Guatemala eliminados. |
| 4 de julio | PR7   | 03ː00 | Gordie Howe Park | México       | 3 - 4     | Estados Unidos | Estados Unidos 9° lugar              |

## Ronda de campeonato
Para la ronda de campeonato clasifican los cuatro mejores de cada grupo, que se enfrentan usando el Sistema de eliminación Page: 
- Primera jornada
  - Eliminatoria 1: A3 vs B4 (EF1). El ganador clasifica a la semifinal 1. El perdedor se ubica séptimo-octavo lugar del campeonato.
  - Eliminatoria 2: A4 vs B3 (EF2). El ganador clasifica a la semifinal 2. El perdedor se ubica séptimo-octavo lugar del campeonato.
  - Cuartos de final 1: A1 vs B2 (CF1). El ganador clasifica a la preliminar final 1. El perdedor pasa a la semifinal 1.
  - Cuartos de final 2: A2 vs B1 (CF2). El ganador clasifica a la preliminar final 1. El perdedor pasa a la semifinal 2.
- Segunda jornada
  - Semifinal 1: Gan EF1 vs Per CF1 (SF1). El ganador clasifica a la preliminar final 2. El perdedor se ubica 5.º-6.º lugar del campeonato.
  - Semifinal 2: Gan EF2 vs Per CF2 (SF2). El ganador clasifica a la preliminar final 2. El perdedor se ubica 5.º-6.º lugar del campeonato.
  - Preliminar final 2: Gan FR1 vs Gan FR2 (PF2). El ganador pasa a la disputa del 3.er lugar. El perdedor se ubica en el cuarto lugar del campeonato.
  - Preliminar final 1: Gan CF1 vs Gan CF2 (PF1). El ganador clasifica a la final. El perdedor a la disputa del 3.er lugar.
- Tercera jornada
  - Tercer lugar: Ganador de la PF2 vs Perdedor PF1 (TL). El ganador clasifica la final. El perdedor se ubica en el 3.er lugar del campeonato.
  - Final: Ganador del TL vs Ganador de la SF1. El ganador obtiene el campeonato.

| Fecha      | Juego    | Hora  | Estadio      | Visitante     | Resultado | Local                | Hecho                                    |
| ---------- | -------- | ----- | ------------ | ------------- | --------- | -------------------- | ---------------------------------------- |
| 3 de julio | EF1      | 01ː00 | Bob Van Impe | Japón         | 8 - 3     | República Checa      | República Checa y Argentina eliminados.  |
| 3 de julio | EF2      | 03ː00 | Bob Van Impe | Argentina     | 1 - 5     | Venezuela            | República Checa y Argentina eliminados.  |
| 3 de julio | CF1      | 06ː30 | Bob Van Impe | Australia     | 3 - 8     | Canadá               |                                          |
| 3 de julio | CF2      | 08ː30 | Bob Van Impe | Nueva Zelanda | 8 - 0     | República Dominicana |                                          |
| 4 de julio | SF1      | 12ː30 | Bob Van Impe | Japón         | 0 - 3     | Australia            | Japón y República Dominicana eliminados. |
| 4 de julio | SF2      | 03ː00 | Bob Van Impe | Venezuela     | 3 - 0     | República Dominicana | Japón y República Dominicana eliminados. |
| 4 de julio | PF1      | 05ː30 | Bob Van Impe | Nueva Zelanda | 9 - 5     | Canadá               |                                          |
| 4 de julio | PF2      | 08ː00 | Bob Van Impe | Venezuela     | 4 - 0     | Australia            | Australia Cuarto lugar                   |
| 5 de julio | 3° lugar | 11ː30 | Bob Van Impe | Venezuela     | 0 - 10    | Canadá               | Venezuela Tercer lugar                   |
| 5 de julio | Final    | 03ː30 | Bob Van Impe | Nueva Zelanda | 5 - 10    | Canadá               | Canadá Campeón                           |

|  | Preliminar final | Preliminar final | Preliminar final |    |  | 3.er lugar | 3.er lugar | 3.er lugar |  |        | Final | Final         | Final |
|  |                  |                  |                  |    |  |            |            |            |  |        |       |               |       |
|  |                  | Nueva Zelanda    | 9                |    |  |            |            |            |  |        |       |               |       |
|  |                  | Canadá           | 5                |    |  |            |            |            |  |        |       | Nueva Zelanda | 5     |
|  |                  |                  |                  |    |  | Venezuela  | 0          |            |  | Canadá | 10    |               |       |
|  |                  |                  | Canadá           | 10 |  |            |            |            |  |        |       |               |       |
|  |                  | Venezuela        | 4                |    |  |            |            |            |  |        |       |               |       |
|  |                  | Australia        | 0                |    |  |            |            |            |  |        |       |               |       |

## Posiciones finales
| Pos | Equipo               | V  | D |
| --- | -------------------- | -- | - |
|     | Canadá               | 10 | 1 |
|     | Nueva Zelanda        | 7  | 3 |
|     | Venezuela            | 8  | 3 |
| 4°  | Australia            | 6  | 4 |
| 5°  | República Dominicana | 6  | 3 |
| 6°  | Japón                | 5  | 4 |
| 7°  | República Checa      | 4  | 4 |
| 8°  | Argentina            | 5  | 3 |
| 9°  | Estados Unidos       | 7  | 3 |
| 10° | México               | 5  | 5 |
| 11° | Reino Unido          | 5  | 4 |
| 12° | Guatemala            | 3  | 6 |
| 13° | Dinamarca            | 1  | 7 |
| 14° | Filipinas            | 1  | 7 |
| 15° | Países Bajos         | 0  | 8 |
| 16° | Indonesia            | 0  | 8 |